# NGC 1986
NGC 1986 ist ein offener Sternhaufen der Großen Magellanschen Wolke im Sternbild Mensa. Er wurde am 27. September 1826 vom Astronomen James Dunlop entdeckt.